# Yacine Bammou
Yacine Bammou (Parijs, 11 september 1991) is een Marokkaans-Frans voetballer die bij voorkeur als aanvaller speelt. Hij tekende in 2018 bij SM Caen.

## Clubcarrière
In 2013 kwam Bammou bij Nantes terecht. Daarvoor speelde hij bij Boulogne-Billancourt en Évry. In januari 2014 werd de aanvaller voor zes maanden uitgeleend aan Luçon. Op 9 augustus 2014 maakte hij zijn opwachting in de Ligue 1 tegen RC Lens. Hij verving Fernando Aristeguieta na 64 minuten. Eén minuut later maakte Bammou het enige doelpunt van de wedstrijd. In zijn debuutseizoen maakte hij vier doelpunten in 37 competitiewedstrijden.

## Interlandcarrière
Op 28 maart 2015 debuteerde hij voor Marokko in de vriendschappelijke interland tegen Uruguay. Hij viel na 84 minuten in voor Abderrazak Hamdallah. Marokko verloor het oefenduel met 0–1 na een doelpunt van Edinson Cavani.